# Veridiana Victoria Rossetti
Veridiana Victoria Rossetti (Santa Cruz das Palmeiras, Brasil, 15 de octubre de 1917 - São Paulo, Brasil, 26 de diciembre de 2010) fue una ingeniera agrónoma brasileña reconocida como una de las mayores investigadoras en enfermedades que afectan a la citricultura. Se formó en la Escuela Superior de Agronomía Luiz de Queiroz de la Universidad de São Paulo y en 1937 se tituló como la primera mujer ingeniera agrónoma. Ingresó como pasante en el Instituto Biológico en 1940, donde desarrolló toda su carrera.
gitana  en el estudio de las enfermedades en el mundo de los cítricos, se convirtió en una gran especialista por lo que recibió numerosos premios nacionales e internacionales como reconocimiento a su labor investigadora. Ya desde niña, Rosetti se interesó por la fitopatología cuando,  junto con los hermanos y animados por su padre, recogía material para estudiar el efecto de las plagas y enfermedades que afectan a las plantas.
Victoria Rossetti —como firmaba y como le gustaba que le llamaran— fue investigadora y Directora de la División de Patología Vegetal del Instituto Biológico. Desde 1940, sus investigaciones estuvieron orientadas a las patologías en el mundo de los cítricos y vinculadas siempre al Instituto Biológico.  En 1988 recibió el título de "Servidora Emérita del Estado", por el gobierno de São Paulo.

## Sus obras

### Carrera
Inició sus trabajos bajo la orientación del Dr. Agesilau Bitancourt, desarrollando estudios de aislamiento de hongos del género Phytophtora, productora de la gomosis de los cítricos. 
A partir de 1947, con el advenimiento de la tristeza de los cítricos a trabajar en el desarrollo de portainjertos tolerantes o resistentes a ambas enfermedades. Ese mismo año, se trasladó a realizar estudios de perfeccionamiento en Estados Unidos, en la Universidad de Carolina del Norte; también en la Universidad de California, Berkeley entre 1951 a 1952 (con una beca de la Fundación Guggenheim) efectuando estudios sobre la fisiología de ficomicetos y especializándose en fungi del género Phytophthora, con el Prof. J. Zentmyer, en Riverside.
Integró a partir de entonces la Comisión Internacional de Phytophthora y sobre ella publicó trabajos en el Brasil y en el exterior.
Por invitación del gobierno de Francia, trabajó con el "Instituto Nacional de Investigaciones Agronómicas INRA, desarrollando un programa de colaboración científica, trabajando, en 1961, con el Dr. Joseph M. Bové, en estudios sobre viroides de los cítricos.
Se capacitó en las técnicas de diagnóstico de fitovirus transmitidos por injertos, controlando el Programa de Registro de Matrices de cítricos libres de virus, que estuvo preparado para ser implantado en el Estado de São Paulo - de cuyo grupo de trabajo fue parte, juntamente con los Dres. Agesilau Bitancourt, Sylvio Moreira, Álvaro Santos Costa y Ody Rodrigues. 
En 1957, en el Instituto Biológico, asumió como Jefa de la Sección de Fitopatología General, asumiendo como Directora de la División de Patología Vegetal en 1968, cargo en el cual se retiró en 1987. Incluso después de su retiro continuó sus investigaciones en el Instituto Biológico. Contaba siempre con la colaboración de los colegas de Brasil y del exterior, con los cuales realizó y publicó sus trabajos.
En 1988, recibió el título de Servidora Emérita del Estado, por el gobierno de São Paulo.
Sus obras están recopiladas en el Instituto Biológico de São Paulo.

### Investigaciones
En 1958, inició trabajos sobre la leprosis de los cítricos, y efectuando experimentos para su control. Obtuvo como resultado la comprobación de que el ácaro Brevipalpus phoenicis funcionaba como vector de dicha leprosis, y en 1965 como vector de la clorosis zonada.
Estudió la transmisión y modos de combate al cancro cítrico. En 1987, fue llamada para identificar una nueva enfermedad de los cítricos en el Estado de São Paulo, y lo bautizó clorosis variegada de los citrus o CVC causada por la bacteria Xylella fastidiosa.
Participó de varias comisiones técnicas y científicas, nacionales e internacionales: 
- presidenta de la IOCV (International Organization of Citrus Virologists) desde 1963 a 1966
- organizó su IVª Conferencia, en Italia, en 1966
- Comité Ejecutivo de la Sociedad Internacional de Citricultura, representando al Brasil
- Comitê Internacional de los Estudos sobre Phytophthora
- Comisión para la instalación del Instituto de Estudios del Cacao (Bahía, 1963)
- Comisión Nacional de Fruticultura
- Comisión Nacional de Citricultura
- presidenta de la Comisión Permanente de Cancro Cítrico, entre 1975 a 1977
- partícipe de varias comisiones en la FAO, en Roma

- Además de participar activamente, inclusive en la organización de congresos nacionales e internacionales, constantemente daba clases de postgrado en varias universidades y trabajó como consultora para los problemas relacionados con las enfermedades de los cítricos, en varios estados del país (Sergipe, Bahia, Goiás) y en países de América Latina (México, 1979; Perú, 1980; Argentina, 1978 y 1986).

Presentó más de 300 trabajos publicados o presentados en congresos nacionales e internacionales.

## Honores
Recibió decenas de premios y homenajes, entre ellos:
- 1952: medalla Sigma Xi, Universidad de California
- 1982: ingeniera agrónoma del Año, por la AEASP
- 1987: Profesora Honoraria de la Universidad de Florida em 1987
- 1993: premio Frederico de Menezes Veiga, otorgado por EMBRAPA, Brasilia
- 1995: Wallace Award - IOCV (por el mejor trabajo publicado en Proceedings of the 12t Congress, India, 1993) - con más de cuatro coautores - China, noviembre de 1995
- Premio Sylvio Moreira: mejor artículo científico publicado en 1995
- 1999: Medalha Luiz de Queiroz
- 2004: Gran-Cruz de la Orden Nacional de Mérito Científico

### Participaciones

#### Comisiones
Miembro
- Grupo de trabajo que creó el Programa de Registro de Matrices de Citrus, libres de virus - Estado de São Paulo - 1961
- Comisión Internacional para Estudios sobre Phytophthora palmivora - 1961
- Comité sobre Stubborn and Greening - IOC - 1966-1969
- Comisión Nacional de Pesquisas sobre el Cafeeiro - 1970
- Comisión Nacional de Fruticultura - 1971-1973

Presidente
- International Organization of Citrus Virologists (IOCV) - 1963-1966. Comisiones de FAO - Food and Agriculture Organization of the United Nations, Roma - 1965-1967
- Comité sobre Diseases of Citrus with Virus-like symptoms - IOCV - 1966-1969

#### Asociaciones
- International Organization of Citrus Virologists
- Sociedade Brasileira para o Progresso da Ciência
- Sociedade Brasileira de Botânica
- Sociedade Brasileira de Fitopatologia
- Associação Latino-Americana de Fitotecnia

## Biografía
Nacida en Santa Cruz das Palmeiras, en el Estado de São Paulo, el 15 de octubre de 1917, siendo hija de Lina Pozzo y de Thomaz Rossetti, y era hermana de Sergio Rossetti, Sofia Rossetti Rodrigues y de Paulo Rossetti. Vivió sus primeros meses en la "Hacienda Santa Veridiana", y luego creció en la "Hacienda Paramirim", adquirida por su padre, en el Municipio de Limeira.
Comenzó a interesarse por la fitopatología en esa época, cuando, con sus hermanos y orientados por el padre, reconocido doctor en agronomía formado en Italia; recogían material para estudiar el efecto de las plagas y enfermedades que afectaban las plantas. Debido a una enfermedad de su madre, la familia retorna a Italia, donde inició sus estudios en el Colegio S. Vicenzo de Paula, en Alassio, Italia. Y con la muerte de la madre la familia retornó al Brasil, donde Victoria se fue al Colegio San José, Limeira; y al secundario, en el Colegio Piracicabano.
Decidió seguir la carrera de su padre, y de sus hermanos y se inscribió en la Escola Superior de Agronomía Luiz de Queiroz, aprobando y graduándose como primera mujer formada en Agronomía en Escuela Superior de Agronomía Luiz de Queiroz de la Universidad de São Paulo en 1937.
Después de su retiro en 1987, siguió trabajando hasta 2003, cuando le fue diagnosticado Alzheimer.

## Algunas publicaciones

### Artículos seleccionados
- victoria Rosetti. 1947. Estudos sobre a gomose de Phytophtora dos citros- I. Suscetibilidade de diversas espécies cítricas a algumas espécies Phytophtora. Arq. Inst. Biol. vol. 18 , pp. 97 – 124

- anna e. Jenkins, a.a. Bitancourt, victoria Rossetti. 1954. Uma Antracnose da Seringueira

- ------------------------, a. Salibe. 1962. Prevalência das doenças dos vírus no estado de São Paulo. Bragantia vol. 21 , pp. 107 – 121

- ------------------------, m. Garnier, j.m. Bové, m.j.g. Beretta, a.r.r. Teixeira, j.a. Quaggio, j.d. de Negri. 1990. Présence de bactéries dans le xyléme d'orangers atteints de chlorose variegée, une nouvelle maladie des agrumes au Brésil. C. R. Acad. Sci. Paris pp. 345 – 349

- ------------------------, a. Colariccio, c.m. Chagas, m.e. Sato, a. Raga. 1997. Leprose dos citros. Bol. Tec. Inst. Biol. vol. 6 , pp. 5 – 27

### Libros
- victoria Rosetti. 2001. Manual ilustrado de doenças dos citros. Piracicaba : Fealq/Fundecitros. 207 pp.

- ------------------------. 1996. Transmission of citrus leprosies disease (CL)- a review. Editado por Da Graça, J. V., Moreno, P., Yokomi, R. K. 13 volúmenes

- ------------------------, e. Feichtenberger, maria de lourdes Silveira. 1982. Cancro citrico : bibliografía analítica, 1912-1981. Parte 1. Editor Instituto Biológico, 230 pp.

- ------------------------. 1988. Simposio internacional de cancro citrico, declinio e doenças similares das plantas citricas: international symposium of citrus canker, declinio. Editor Fundação Cargill, 1988, 405 pp.